# Xysticus winnipegensis
Xysticus winnipegensis là một loài nhện trong họ Thomisidae.
Loài này thuộc chi Xysticus. Xysticus winnipegensis được miêu tả năm 1965 bởi Turnbull, Charles Denton Dondale & Redner.